# Andrena rufomaculata
Andrena rufomaculata är en biart som beskrevs av Heinrich Friese 1921. Andrena rufomaculata ingår i släktet sandbin, och familjen grävbin. Inga underarter finns listade i Catalogue of Life.

## Bildgalleri

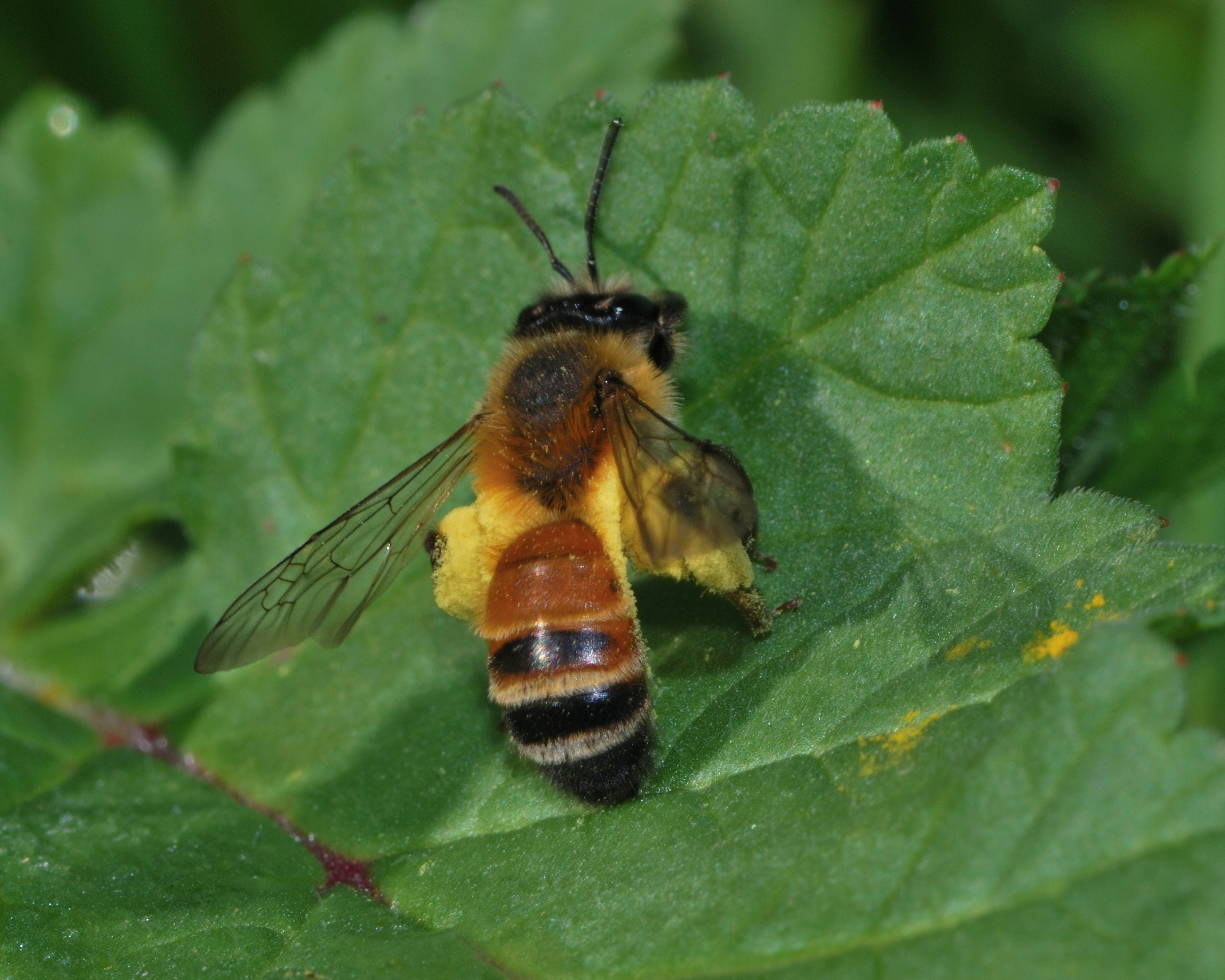
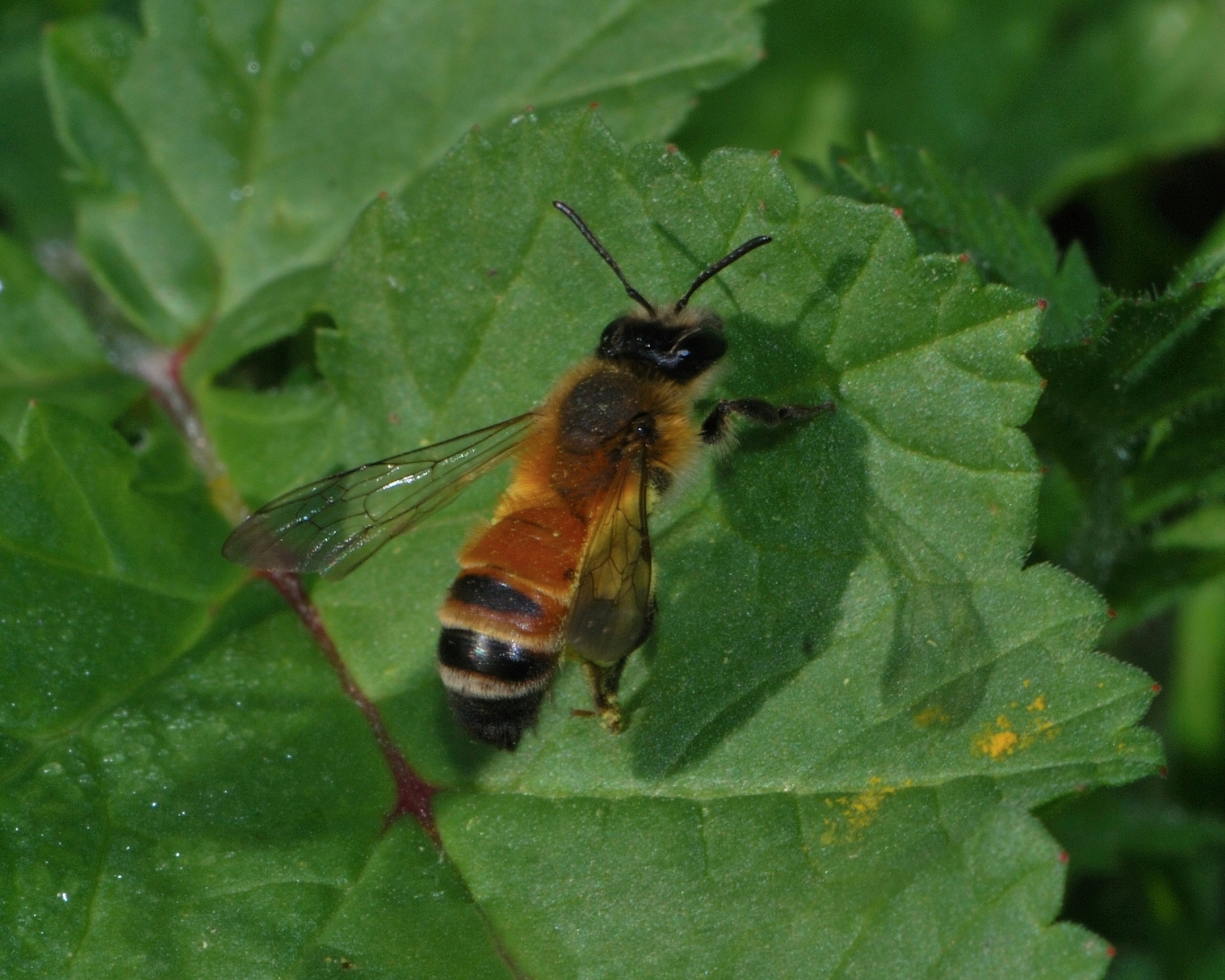